# Marc Birkenbach
Marc Birkenbach (* 12. Februar 1987 in Dudweiler) ist ein deutscher Fußballspieler. Der Torhüter spielt seit Sommer 2011 für den SV Saar 05 Saarbrücken. 

## Karriere

### Verein
Birkenbach spielte ab 2004 für den 1. FC Saarbrücken. Bei den Saarbrückern spielte er vor allem in der Zweiten Mannschaft, bestritt jedoch auch 7 Regionalligaspiele. Im Sommer 2007 ging er zu den Sportfreunden Siegen. 2008 wechselte er zum Drittligisten SV Wehen Wiesbaden. Bei den Wiesbadenern bestritt er 10 Drittligaspiele. Außerdem bestritt er ein DFB-Pokal-Spiel gegen den VfL Wolfsburg. 2010 ging er zur SV Elversberg. Für diesen bestritt er nur drei Spiele. Außerdem erlitt er dort einen Bandscheibenvorfall. Sein auslaufender Vertrag wurde nicht verlängert. Daher wechselte er im Sommer 2012 in die Verbandsliga zum SV Saar 05 Saarbrücken.

### Nationalmannschaft
Birkenbach bestritt jeweils ein Spiel für die deutsche U-19-Nationalmannschaft und für die U-20-Nationalmannschaft.